# Městský stadion Střelnice
Městský stadion Střelnice – wielofunkcyjny stadion w Domažlicach, w Czechach. Został otwarty 19 października 1930 roku. Może pomieścić 3500 widzów. Swoje spotkania rozgrywają na nim piłkarze klubu TJ Jiskra Domažlice.
Teren pod budowę boiska (za strzelnicą wojskową – stąd nazwa stadionu) został zakupiony przez klub SK Sněhaři Domažlice w lutym 1930 roku. Stadion (wtedy jeszcze bez bieżni lekkoatletycznej) został uroczyście otwarty 19 października tego samego roku. W 1939 roku SK Sněhaři połączył się z SK Šumava, tworząc nowy klub SK Domažlice. W 1951 roku drużyna ta została włączona do Sokoła; następnie powstał ZSJ Domažlice, a w roku 1953 – DSO Jiskra Domažlice. Odtąd klub ten aż do obecnych czasów występuje pod szyldem „Jiskra”. W latach 1953–1958 dokonano znacznej rozbudowy stadionu, powstała wówczas m.in. bieżnia lekkoatletyczna. W latach 70. powstała nowa trybuna główna. 24 maja 1971 roku na stadionie rozegrano jedno spotkanie fazy grupowej Turnieju Juniorów UEFA (Hiszpania – Szwajcaria 1:0). 25 sierpnia 2001 roku oddano do użytku nową, tartanową bieżnię lekkoatletyczną, wymieniono wówczas również murawę boiska. W latach 2016–2017 dokonano kolejnej dużej modernizacji, najpierw latem 2016 roku wymieniono murawę, a następnie wybudowano nową trybunę (od strony wschodniej). W 2017 roku stadion był jedną z aren piłkarskich Mistrzostw Europy kobiet U-17. Rozegrano na nim dwa spotkania fazy grupowej oraz jeden półfinał turnieju.